# Russian Code Cup

Russian Code Cup logo

Russian Code Cup (RCC) — российские соревнования по спортивному программированию, проводимые компанией VK совместно с Университетом ИТМО. Проводятся ежегодно с 2011 года. Стать участниками RCC могут разработчики старше 18 лет со всей России и русские программисты, живущие за рубежом, не являющиеся сотрудником или близким родственником сотрудников компании Mail.Ru Group. Призовой фонд чемпионата составляет 18000 долларов.
Цель открытой олимпиады — выявить и наградить сильнейших молодых специалистов в области спортивного программирования.
Это площадка для того, чтобы программисты:
- Узнали свои возможности по скорости программирования;
- Испытали свою конкурентоспособность в рядах самых лучших коллег;
- Повысили свою значимость на ИТ-рынке

## Правила
Соревнования включают три отборочных квалификационных тура (проводятся онлайн), отборочный тур (проводится онлайн) и финал (требует очного участия, проходит в Москве).
Квалификационные раунды и отборочный тур проводятся через сайт RCC. Финальный раунд требует очного участия и ежегодно проходит в сентябре.
По итогам каждого квалификационного раунда лучшие 200 участников, решившие хотя бы одну задачу, попадают в отборочный раунд. Количество квалифицировавшихся может быть меньше.
Непрошедшие в отборочный раунд с первой попытки могут попробовать свои силы в следующих квалификационных раундах.
В отборочном раунде к участию допускается не более 600 человек: не более 200 лучших из каждого квалификационного раунда.
По итогам отборочного раунда лучшие 50 участников или меньше, решившие хотя бы одну задачу, приглашаются в финальный раунд.
Участникам на каждом этапе предлагаются от 4 до 8 задач. Решением задачи является программа, написанная на одном из допустимых языков программирования: Java, Python, C/C++, C#, Perl, PHP.
Задания и техническую часть для RCC обеспечивают специалисты Mail.Ru Group и эксперты Национального исследовательского университета информационных технологий, механики и оптики (НИУ ИТМО) во главе с Андреем Станкевичем.

## История

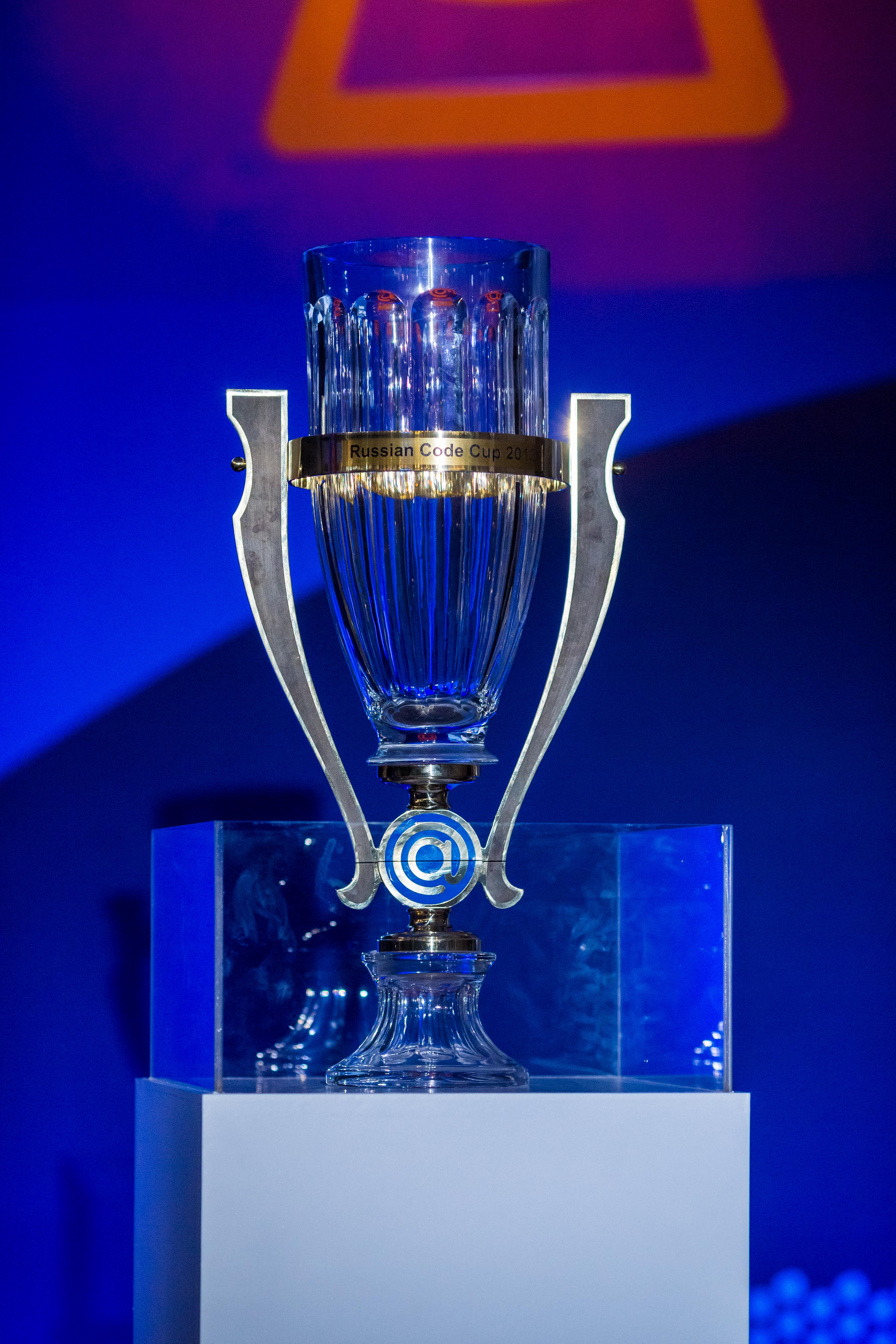
Кубок победителя RCC

#### RCC 2011
Финал первой олимпиады RCC прошёл в Москве 18 сентября 2011. Призовой фонд составил 18000 долларов.
| Место | Имя призёра                | Город           | Приз (тыс. долл.) |
| ----- | -------------------------- | --------------- | ----------------- |
| 1     | Петр Митричев («Petr»)     | Москва          | 10                |
| 2     | Евгений Капун («bsod»)     | Санкт-Петербург | 5                 |
| 3     | Михаил Дворкин («darnley») | Санкт-Петербург | 3                 |

«Литературная премия» (самый длинный исходный код для решения одной из финальных задач) — Егор Куликов, Санкт-Петербург.
«За волю к победе» (за наибольшее количество попыток для решения задачи) — Иван Метельский, Минск.
Подарок от поискового отдела компании Mail.ru за хитрый алгоритм решения — Михаил Колупаев, Томск.
Как единственная девушка-участница Наталья Бондаренко получила специальный приз.

#### RCC 2012
Финал второй олимпиады RCC прошёл в Москве 10 сентября 2012. В конференции и церемонии награждения победителей принял участие Министр связи и массовых коммуникаций Российской Федерации Николай Никифоров.
| Место | Имя призёра        | Город           | Приз (тыс. долл.) |
| ----- | ------------------ | --------------- | ----------------- |
| 1     | Владислав Епифанов | Нижний Новгород | 10                |
| 2     | Наталья Бондаренко | Саратов         | 5                 |
| 3     | Егор Куликов       | Ярославль       | 3                 |

#### RCC 2013
В чемпионате приняли участие более 3500 русскоязычных программистов. Финал RCC 2013 состоялся 23 сентября в Москве, в новом 27-этажном офисе Mail.Ru Group на Ленинградском проспекте.
| Место | Имя призёра         | Город           | Приз (тыс. долл.) |
| ----- | ------------------- | --------------- | ----------------- |
| 1     | Петр Митричев       | Москва          | 10                |
| 2     | Геннадий Короткевич | Санкт-Петербург | 5                 |
| 3     | Дмитрий Джулгаков   | Харьков         | 3                 |

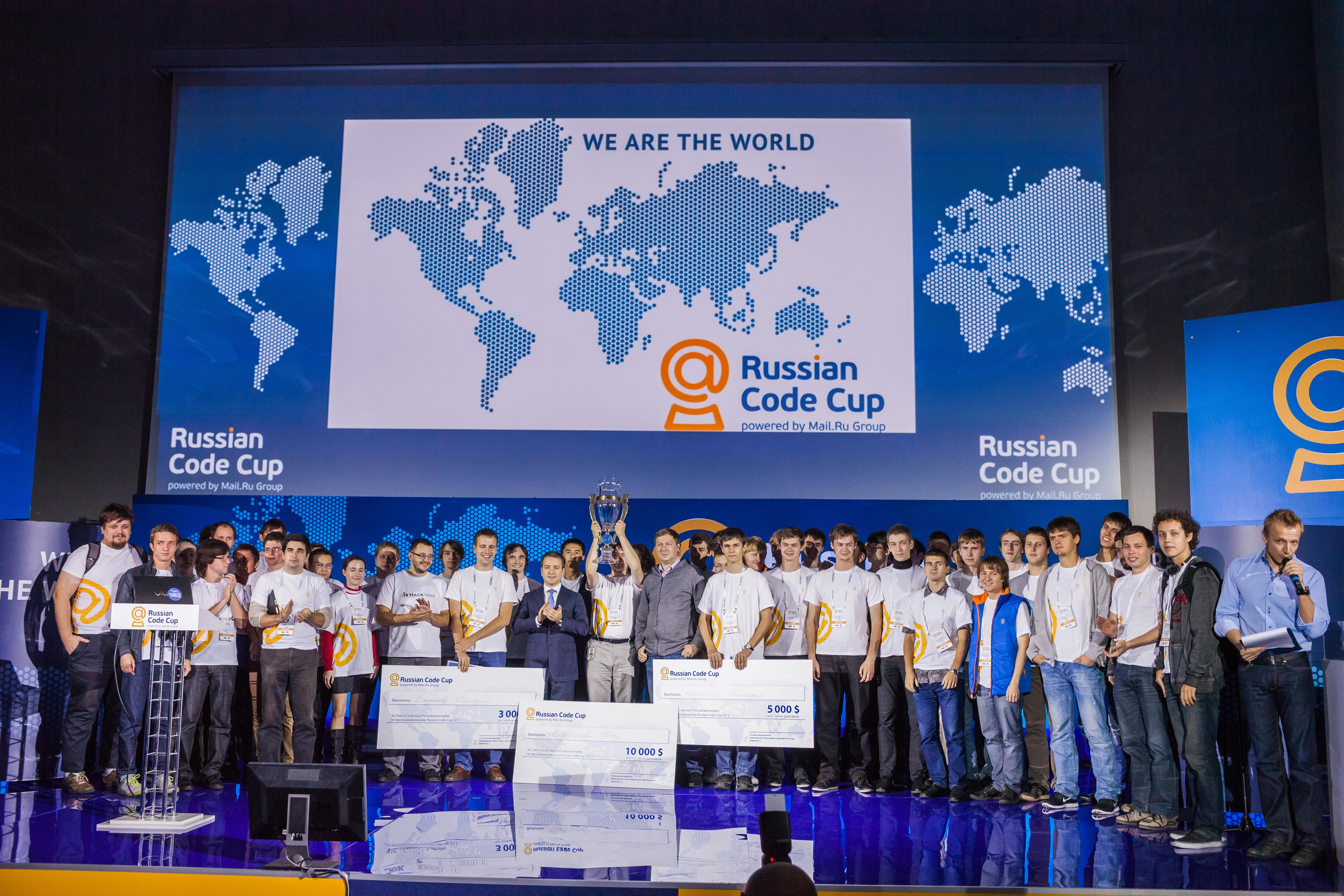
Церемония награждения RCC

Специальную номинацию от представителей СМИ «Краткость — сестра т.» за самый короткий код решения задачи получил Павел Кунявский.
В 2013 году в церемонии награждения Russian Code Cup принял участие Министр связи и массовых коммуникаций Российской Федерации Николай Никифоров. Он вручил специальный приз за самое быстрое решение задачи Дмитрию Жукову из Москвы.
«Чемпионат этого года отличает ещё более широкая региональная представленность. Это очень важно, так как мы делаем профессию программиста более популярной»
Перед гостями RCC 2013 выступил изобретатель первого в мире робота с web-интерфейсом, профессор школы информатики Калифорнийского университета в Беркли Кен Голдберг, который рассказал о будущем робототехники. Основоположник методологии программирования, разработчик метода структурного системного анализа и член Компьютерного зала славы Эдвард Йордон поделился прогнозами о развитии компьютерных технологий.
Также гостей финала ожидали интерактивные инсталляции с участием роботов, шоу digital-иллюзионистов Саймона Пьеро и Марко Темпеста, которые создают магическую реальность с помощью новейших цифровых технологий.